# Gyeran jjim
El gyeran jjim es una cazuela coreana de huevo cocido, popular en Corea y tomada a menudo como acompañamiento (banchan). Sus ingredientes principales son el huevo y el agua, y opcionalmente puede llevar cebolleta, escamas de pimiento rojo, salsa de gamba salada (saeujeot), sal, pimienta, semilla de sésamo y otras verduras. Alguna gente sustituye el agua por caldo de pollo, ternera o marisco para darle más sabor. Cocinar gyeran jjim exige una atención y paciencia extremas para asegurar que no se pasa ni quema. El gyeran jjim suele preferirse ligero y esponjoso.

## Preparación y tipos

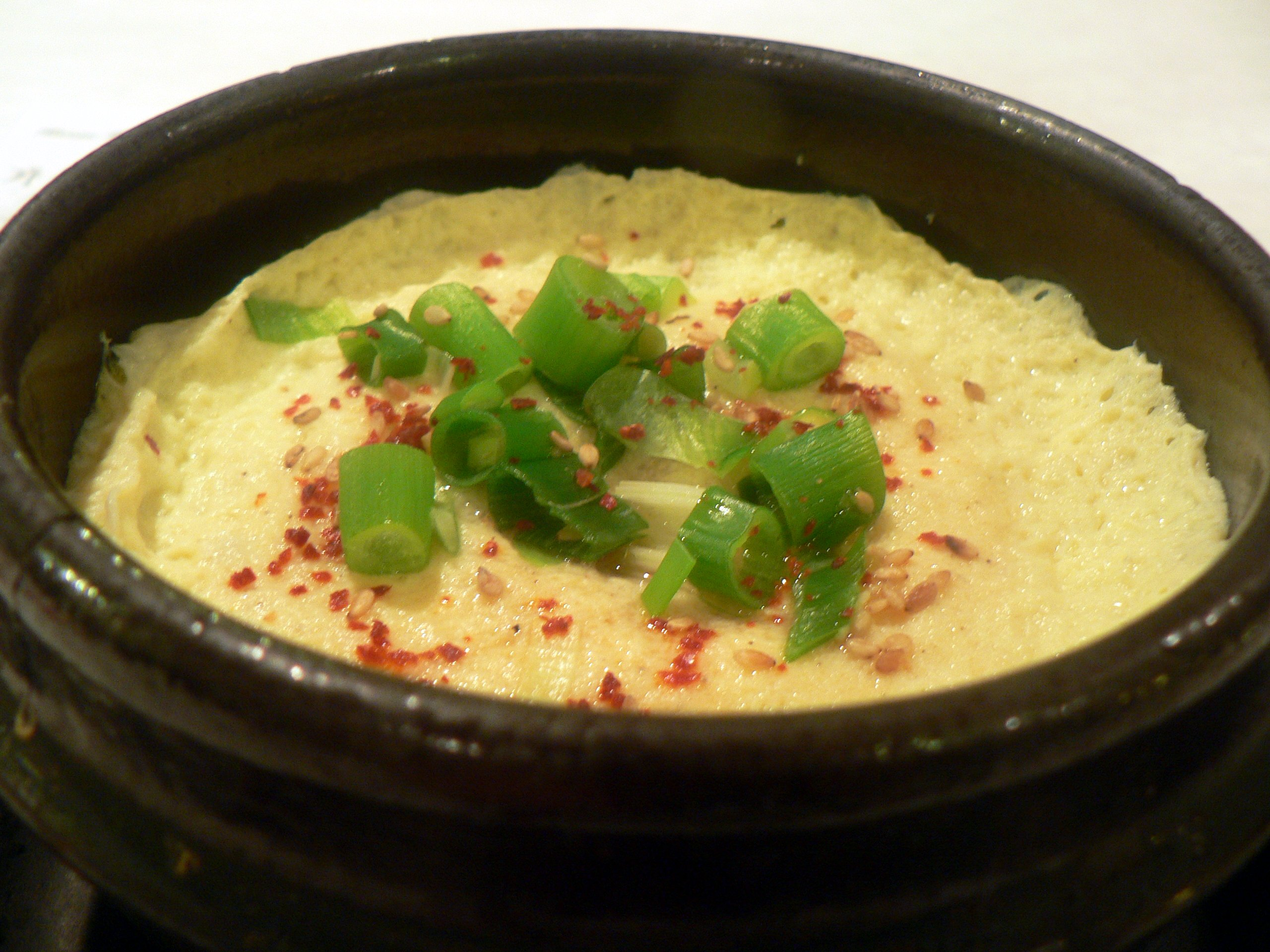
Gyeran jjim en un ttukbaegi (olla pequeña de barro).

Para preparar gyeran jjim se baten los huevos y el agua (o caldo) hasta que están completamente mezclados con una consistencia cremosa. Alguna gente añade setas, cebolla, calabacín, zanahoria y otras verduras para darle su propio toque al plato. Se condimenta con salsa de gamba salada (si no se usó caldo) o sal y pimienta. Al final de proceso de cocción suelen añadirse cebolleta, escamas de pimiento rojo y semilla de sésamo.
Hay varias formas de preparar gyeran jjim. Suele hacerse cociendo al vapor los ingredientes mezclados, proceso que exige ponerlos en un recipiente al baño María. También puede hacerse cociendo los ingredientes en una olla cerámica apta para el fuego a fuego muy lento. Para un resultado más rápido, alguna gente emplea un horno microondas.